# Classe Garcia

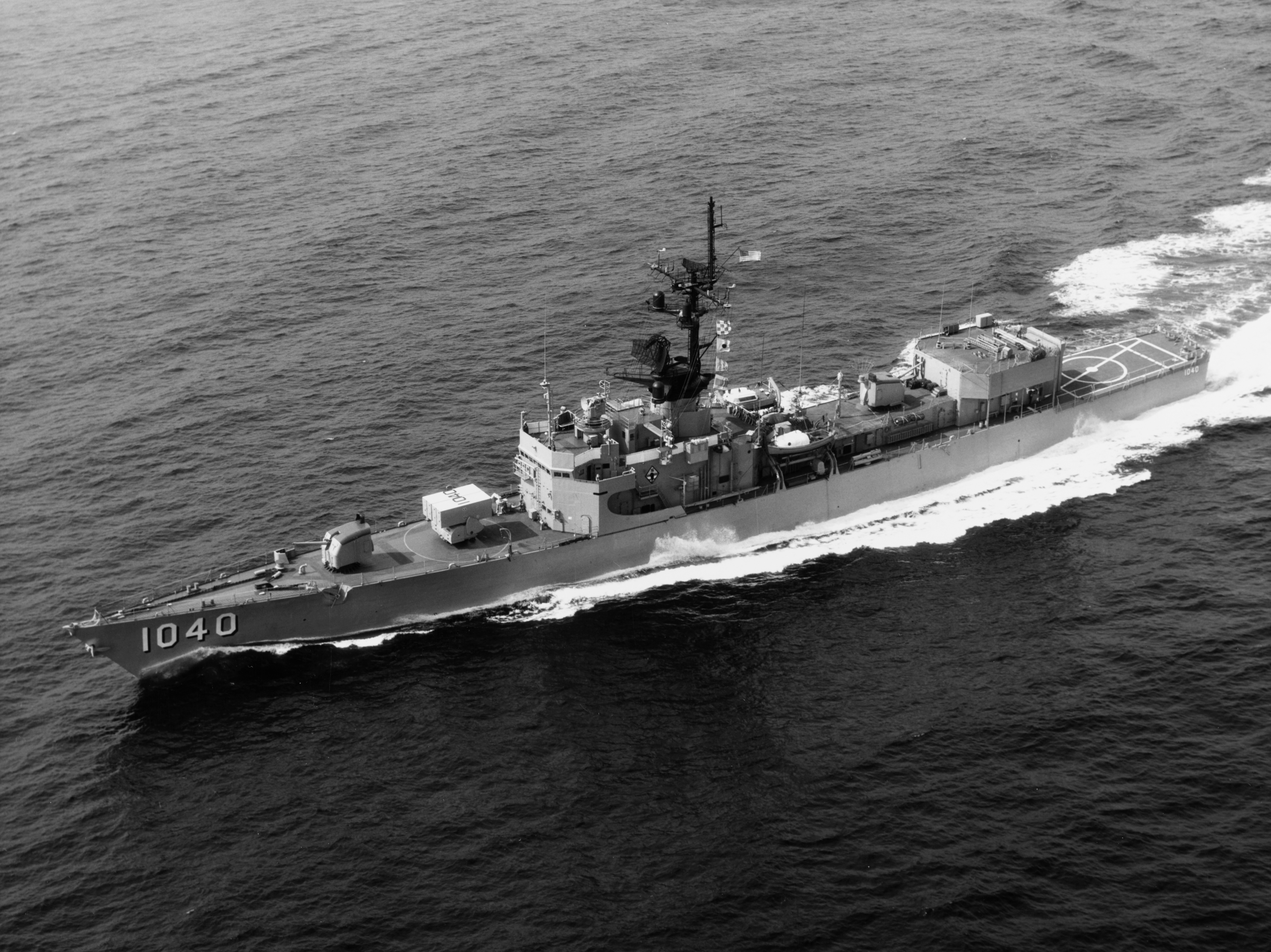
USS Garcia (FF-1040) (1972).

Classe Garcia identificam navios tipo fragata da Marinha dos Estados Unidos, sendo esta a primeira classe de contratorpedeiros construída após a Segunda Guerra Mundial.
Estes navios foram originalmente barcos de escolta oceânicos que ostentavam a classificação (DE) na amura ou (DEG) até 1975. Os navios foram encomendados entre 1964 a 1968 e desmantelados entre 1988 a 1990.
As fragatas tinham como principal missão a guerra antissubmarina e o apoio a forças combatentes anfíbias. Atuaram também na proteção a comboios mercantes.
A classe Garcia é uma versão maior da Classe Bronstein.
Os navios da Classe Bronstein foram uma resposta ao desenvolvimento de submarinos nucleares de alta velocidade no final dos anos de 1950. Eles eram movidos por motores a vapor, em vez de motores diesel e integraram a primeira frota de guerra antissubmarina.

## Sistemas de armamento
- sonar SQS-26,
- MK 16 ASROC foguete lançador,
- tubos torpedo MK 32,
- metralhadoras antiaérea.

## Marinhas que utilizaram navios da Classe Garcia
- Marinha dos Estados Unidos.
- Marinha do Brasil.
- Marinha do Paquistão.

## Navios da Classe Garcia
| Navio            | No.     | Estaleiro                                               | Comissionamento– Decomissionamento |  |
| ---------------- | ------- | ------------------------------------------------------- | ---------------------------------- |  |
| Garcia           | FF-1040 | Bethlehem Steel, San Francisco                          | 1964–1989                          |  |
| Bradley          | FF-1041 | Bethlehem Steel, San Francisco                          | 1965–1988                          |  |
| Edward McDonnell | FF-1043 | Avondale Shipyard, Louisiana                            | 1965–1988                          |  |
| Brumby           | FF-1044 | Avondale Shipyard, Louisiana                            | 1965–1989                          |  |
| Davidson         | FF-1045 | Avondale Shipyard, Louisiana                            | 1965–1988                          |  |
| Voge             | FF-1047 | Defoe Shipbuilding Company, Michigan                    | 1966–1989                          |  |
| Sample           | FF-1048 | Lockheed Shipbuilding and Construction Company, Seattle | 1968–1988                          |  |
| Koelsch          | FF-1049 | Defoe Shipbuilding Company, Michigan                    | 1967–1989                          |  |
| Albert David     | FF-1050 | Lockheed Shipbuilding and Construction Company, Seattle | 1968–1989                          |  |
| O'Callahan       | FF-1051 | Defoe Shipbuilding Company, Michigan                    | 1968–1988                          |  |
| Glover           | FF-1098 | Bath Iron Works                                         | 1965–1990                          |  |

Todos os navios de escolta DEs, DEGs, e DERs (Destroyer Escorts) foram reclassificados como FFs, FFGs, ou FFRs (fragatas) em 30 de junho de 1975 pela Marinha dos Estados Unidos.
Após o descomissionamento da Marinha americana os navios, USS Bradley (FF-1041), USS Davidson (FF-1045), USS Sample (FF-1048) e USS Albert David (FF-1050), foram transferidos para a Marinha do Brasil, como CT Pernambuco (D-30), CT Paraiba (D-28), CT Paraná (D-29) e CT Pará (D-27) respectivamente. Ocorreram muitos problemas com a manutenção das caldeiras das turbinas a vapor, além dos problemas de obsolescência. O último contratorpedeiro da classe na ativa, o Pará, fez sua mostra de desarmamento em 12 de novembro de 2008.
Após o descomissionamento da Marinha americana os navios, USS O'Callahan (FF-1051), USS Garcia (FF-1040), USS Koelsch (FF-1049) e USS Brumby (FF-1044) foram cedidos por empréstimo para Marinha do Paquistão, como Aslat (F-265), Siaf (F-264), Siqqat (F-267), Harbah (F-266) respectivamente. Em 1994 foram devolvidos a Marinha dos Estados Unidos, após a recusa do Paquistão de não interromper o seu programa de desenvolvimento de armas nucleares.